# 营盘区
营盘区，是缅甸佤邦勐冒縣下辖的一个区。

## 地理
营盘区位于勐冒县东南部，北接岩城区，西接联合区，南接勐能县南康伍区，东接中国云南省西盟县岳宋乡、力所拉祜族乡和翁嘎科镇。

## 行政区划
营盘区下辖10乡：
- 永布龙乡
- 司么冷乡
- 公忙乡（光芒乡）：光芒寨[2]、阿佤来村
- 龙耿乡（龙更乡）[3]：嘎耿村
- 新街乡
- 老街乡
- 永来乡：盘永村
- 纳盘乡[4]
- 营盘乡（Eung' Kawn Mau）：龙空村
- 巴格地乡